# Faldistorio

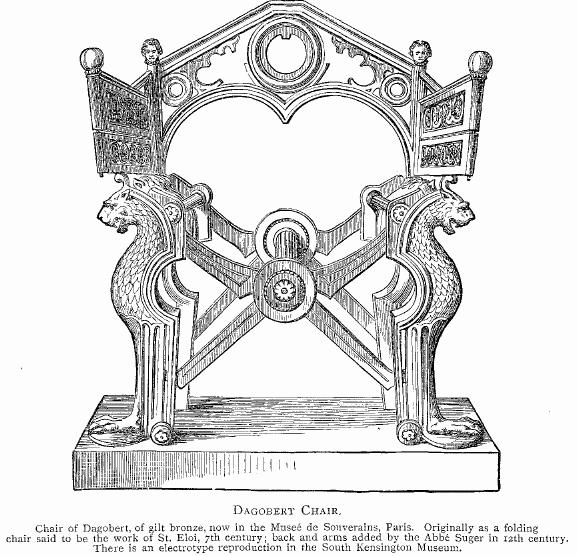
Silla de Dagoberto. El asiento tiene forma de tijera o "X".

Se llama faldistorio (del latín faldistorium) a un elegante asiento originario de la Edad Media que utilizan los obispos delante del altar en algunas funciones pontificales como impartir la confirmación, ordenaciones, etc. También ha tenido un uso civil como asiento de dignidad utilizándose entonces como sitial del rey o del noble.
Es un asiento sin respaldo, con cuatro pilares pequeños en los ángulos y las patas en forma de tijera. 